# جيري هيرد
جيري هيرد (بالإنجليزية: Jerry Heard)‏ هو لاعب غولف أمريكي، ولد في 1 مايو 1947 في فيساليا في الولايات المتحدة.

## وصلات خارجية
- الموقع الرسمي
- جيري هيرد على موقع رابطة لاعبي الغولف المحترفين (الإنجليزية)
- جيري هيرد على موقع رابطة أوروبا للاعبي الغولف المحترفين (الإنجليزية)